# Virar
Virar é uma estação de estrada de ferro e uma cidade no distrito de Thane do estado índiano de Maharashtra. Virar é a última estação na rota de trem de passageiros de Mumbai.